# Pinchas Steinberg
Pinchas Steinberg (Israele, 13 dicembre 1945), è Direttore Principale dell'Orchestra Filarmonica di Budapest.

## Inizi della carriera
Steinberg ha studiato violino negli Stati Uniti con Jascha Heifetz e Josef Gingold e composizione con Boris Blacher a Berlino.
Il suo debutto come direttore è stato nel 1974 con la Berlin Radio Symphony Orchestra, seguito da inviti a dirigere la Philharmonia Orchestra di Londra, la Royal Philharmonic e la London Symphony Orchestra.

## Direttore ospite
Steinberg è stato Direttore Ospite delle maggiori orchestre europee e americane, tra cui Berliner Philharmoniker, Orchestra Filarmonica Ceca, Orchestre de Paris, Orchestre national de France, Orchestra dell'Accademia Nazionale di Santa Cecilia a Roma, Orchestra Festival di Budapest, Orchestra filarmonica d'Israele, NHK Symphony Orchestra (Tokyo), Münchner Philharmoniker, l'Orchestra di Cleveland, Boston Symphony Orchestra e Dallas Symphony Orchestra, Orchestra Filarmonica Reale di Stoccolma, tra molte altre.

## Apparizioni ai festival
Le apparizioni come ospite hanno incluso il Festival di Salisburgo, di Monaco, Berlino, Praga, Vienna, Grenada, Orange, l'Arena Opera Festival di Verona, e il Richard Strauss Festival di Garmisch.

## Opera
Le performances operistiche di Steinberg includono l'Opera di Stato di Vienna, il Covent Garden di Londra, San Francisco, Parigi, Roma, Torino, Napoli, Madrid, Barcellona, Monaco, Berlino e Amburgo. Il suo debutto scaligero risale al 2010, alla guida dell'Orchestra Filarmonica della Scala in 3 concerti dalle Scene dal 'Faust' di Goethe di Robert Schumann.

## Successi importanti
- 1988-1993, Direttore Ospite Permanente della Wiener Staatsoper[3]
- 1989-1996, Direttore Principale Orchestra Sinfonica della Radio di Vienna[4]
- 2002-2005 Direttore musicale dell'Orchestre de la Suisse Romande di Ginevra.[5]
- 2014–attuale, Direttore Principale dell'Orchestra Filarmonica di Budapest[6]

## Registrazioni e repertorio acclamati
- Alfredo Catalani: La Wally (1990) per la Sony[7]
- Jules Massenet: ChérubinChérubin (1992) (premiato con il Grand Prix du Disque, il Diapason d'Or, il German Critics Prize ed il Caecilia Prize Bruxelles)[8]
- Wagner: Der fliegende Holländer (1993)[9]
- Strauss: La donna silenziosa (2002)[10]
- Mozart: La Clemenza Di Tito (2006) per la RCA, registrato dal vivo con l'Orchestra della Radio di Monaco[11]
- Orpheus und Eurydike di Křenek registrato dal vivo al Festival di Salisburgo.